# Brit Pettersen
Brit Pettersen (Lillehammer, 29 novembre 1961) è un'ex fondista norvegese.

## Biografia
In Coppa del Mondo ha ottenuto il primo podio nella gara inaugurale della manifestazione, la 10 km di Klingenthal del 9 gennaio 1982 (2ª), e la prima delle sue dieci vittorie il 12 marzo successivo, nella 20 km di Falun. Non riuscì mai a vincere la classifica generale di Coppa, arrivando per due volte seconda (nel 1982 dietro alla connazionale Berit Aunli, nel 1983 dietro alla finlandese Marja-Liisa Kirvesniemi) e per due volte terza.
Conseguì il suo risultato più prestigioso con la vittoria olimpica nella staffetta di Sarajevo 1984, in squadra con Inger Helene Nybråten, Anne Jahren e Berit Aunli. Complessivamente in carriera prese parte a tre edizioni dei Giochi olimpici invernali, Lake Placid 1980 (21ª nella 5 km, 3ª nella staffetta), Sarajevo 1984 (6ª nella 5 km, 3ª nella 10 km, 6ª nella 20 km, 1ª nella staffetta) e Calgary 1988 (11ª nella 5 km, 14ª nella 10 km) e a quattro dei Campionati mondiali, vincendo quattro medaglie.

## Palmarès

### Olimpiadi
- 3 medaglie:
  - 1 oro (staffetta[1] a Sarajevo 1984)
  - 2 bronzi (staffetta[2] a Lake Placid 1980; 10 km[1] a Sarajevo 1984)

### Mondiali
- 4 medaglie, oltre a quella conquistata in sede olimpica e valida anche ai fini iridati:
  - 1 oro (staffetta a Oslo 1982)
  - 1 argento (20 km[1] a Seefeld in Tirol 1985)
  - 2 bronzi (5 km[1] a Oslo 1982; 10 km[1] a Oberstdorf 1987)

### Coppa del Mondo
- Miglior piazzamento in classifica generale: 2ª nel 1982 e nel 1983
- 19 podi (individuali[3]), oltre a quelli conquistati in sede olimpica e iridata e validi ai fini della Coppa del Mondo:
  - 10 vittorie
  - 5 secondi posti
  - 4 terzi posti

#### Coppa del Mondo - vittorie
| Data             | Luogo       | Paese          | Disciplina |
| ---------------- | ----------- | -------------- | ---------- |
| 12 marzo 1982    | Falun       | Svezia         | 20 km      |
| 13 aprile 1982   | Kiruna      | Svezia         | 5 km       |
| 8 gennaio 1983   | Klingenthal | Germania Est   | 10 km      |
| 14 gennaio 1983  | Zadov       | Cecoslovacchia | 10 km      |
| 12 marzo 1983    | Oslo        | Norvegia       | 20 km      |
| 13 dicembre 1984 | Val di Sole | Italia         | 5 km       |
| 13 dicembre 1985 | Biwabik     | Stati Uniti    | 10 km TC   |
| 8 marzo 1986     | Falun       | Svezia         | 30 km TC   |
| 13 dicembre 1986 | Val di Sole | Italia         | 5 km TC    |
| 21 marzo 1987    | Oslo        | Norvegia       | 20 km TC   |

Legenda:

TC = tecnica classica

TL = tecnica libera

## Riconoscimenti
Nel 1986 fu insignita della Medaglia Holmenkollen.